# Potentilla mexiae
Potentilla mexiae är en rosväxtart som beskrevs av Paul Carpenter Standley. Potentilla mexiae ingår i Fingerörtssläktet som ingår i familjen rosväxter. Inga underarter finns listade i Catalogue of Life.